# Lakeland (Nowy Jork)
Lakeland – jednostka osadnicza w Stanach Zjednoczonych, w stanie Nowy Jork, w hrabstwie Onondaga.